# Bad Freienwalde (Oder)
Bad Freienwalde (Oder) – miasto we wschodnich Niemczech, w kraju związkowym Brandenburgia, położone w powiecie Märkisch-Oderland.
31 grudnia 2011 r. miasto zamieszkiwało 12 718 osób.

## Historia

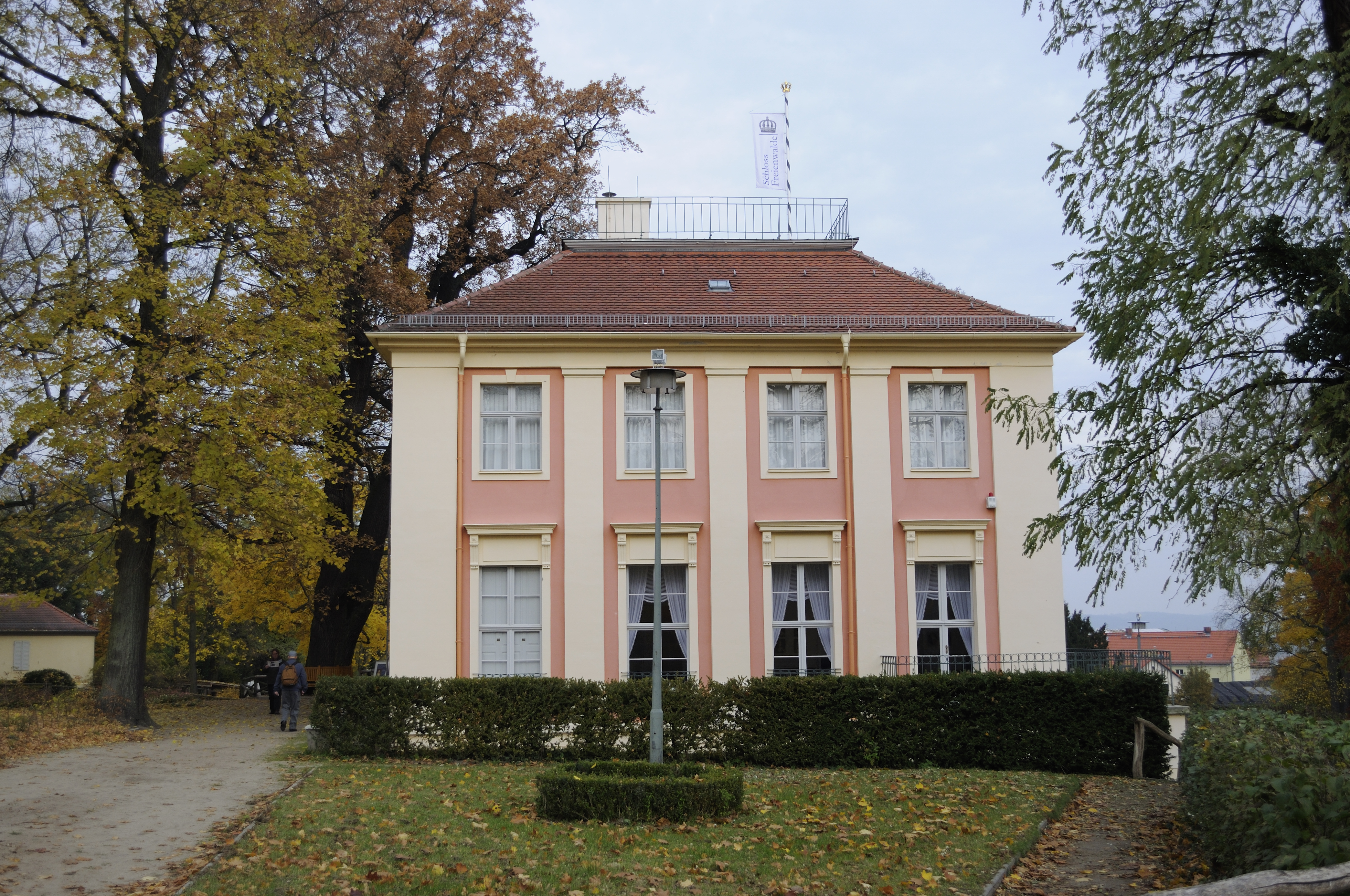
Zamek

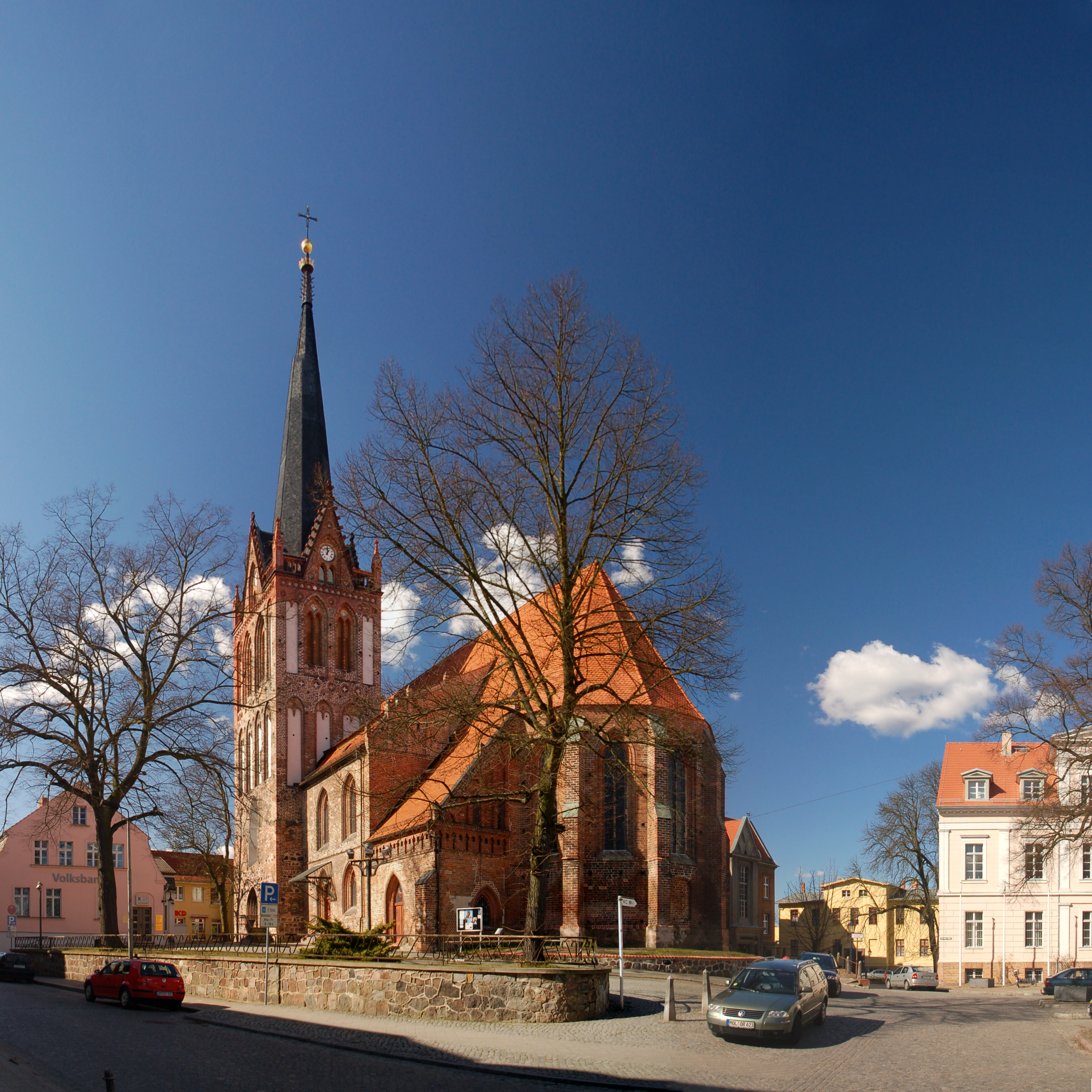
Kościół św. Mikołaja

Pierwszy zapis w dokumentach o Bad Freinenwalde (Oder) pochodzi z roku 1316. W 1685 r. Bernhard Albinus opisał odkryte w roku 1683 źródła lecznicze (dziś Kurfürstenquelle) i przyczynił się tym samym do rozwoju miasta jako uzdrowiska, które potem pozostawało pod opieką dynastii Hochenzollernów. 23 października 1925 r. do nazwy miasta oficjalnie został dodany człon Bad (Zdrój), a 15 grudnia 2003 ostatecznie uznano lecznicze znaczenie pokładów borowiny.
W latach 1952–1993 Bad Freienwalde (Oder) było miastem powiatowym (Kreisstadt) okręgu o tej samej nazwie (do października 1990 w Bezirk Frankfurt (Oder) w NRD, a następnie w kraju związkowym Brandenburgia).

## Zabytki i osobliwości
Układ urbanistyczny, z rynkiem w linii Karl-Marx Strasse, świadczy o handlowej przeszłości miasta. Nad rynkiem dominuje gotycki kościół św. Mikołaja (niem. Nikolaikirche) z bogatym wyposażeniem pochodzącym z różnych epok. Przy rynku znajduje się również Oderlandmuseum prezentujące przede wszystkim zabytki archeologiczne oraz wystawę dotyczącą historycznego zagospodarowania terenów nadodrzańskich, w tym melioracji bagien i teras.
Do cennych zabytków należy park zamkowy projektu Petera Josepha Lennégo, w którym stoi neoklasycystyczny zamek zaprojektowany przez Davida Gilly’ego, dawna rezydencja pruskiej królowej Fryderyki Luizy z Hesji-Darmstadt. W obiekcie mieści się wystawa poświęcona Walterowi Rathenauowi, zamordowanemu ministrowi Republiki Weimarskiej. Przy zamku znajduje się tzw. Teehäuschen (pawilon z loggią, miejsce koncertów i przedstawień teatralnych).
Na południowych peryferiach miasta znajduje się rozległy park (niem. Kurpark) z kompleksem uzdrowiskowym Moor-Badenstalt, zajmujący się głównie leczeniem chorób reumatycznych, w obrębie którego stoi neoklasycystyczny dom kuracyjny Landhaus. Zaprojektował go Carl Gotthard Langhans (autor Bramy Brandenburskiej).

## Kultura i sport
Bad Freienwalde jest najbardziej wysuniętym na północ niemieckim ośrodkiem sportowym, w którym uprawia się skoki narciarskie. Posiada cztery skocznie, największą o punkcie konstrukcyjnym K 66 m.
W mieście funkcjonuje duże schronisko młodzieżowe.

## Współpraca międzynarodowa
Bad Freienwalde jest miastem partnerskim polskiego Międzyrzecza. Gimnazjum w Bad Freienwalde współpracuje z gimnazjum Mieszkowicach im. Noblistów Polskich oraz Zespołem Szkół w Lipkach Wielkich.

## Galeria

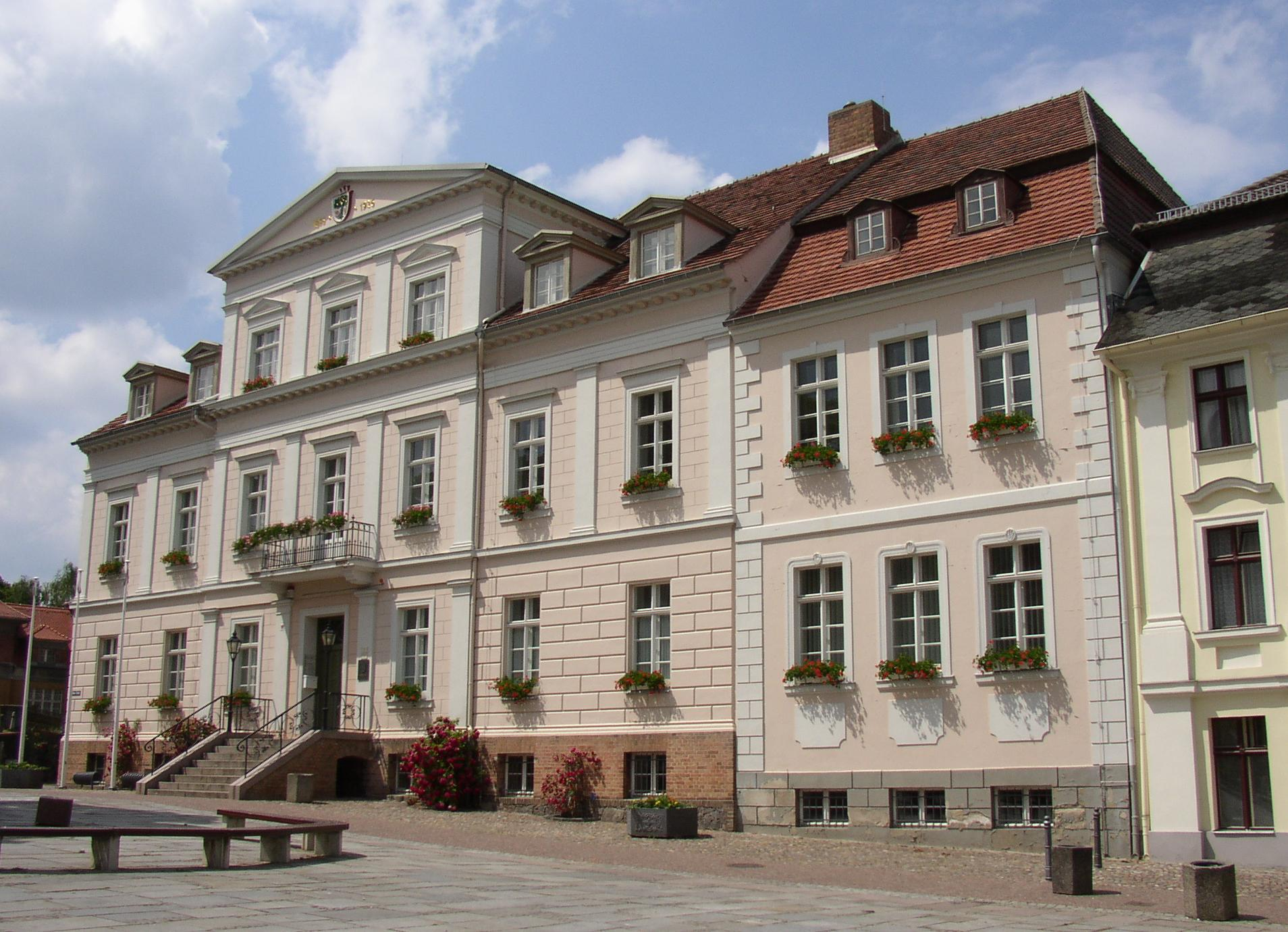
Ratusz
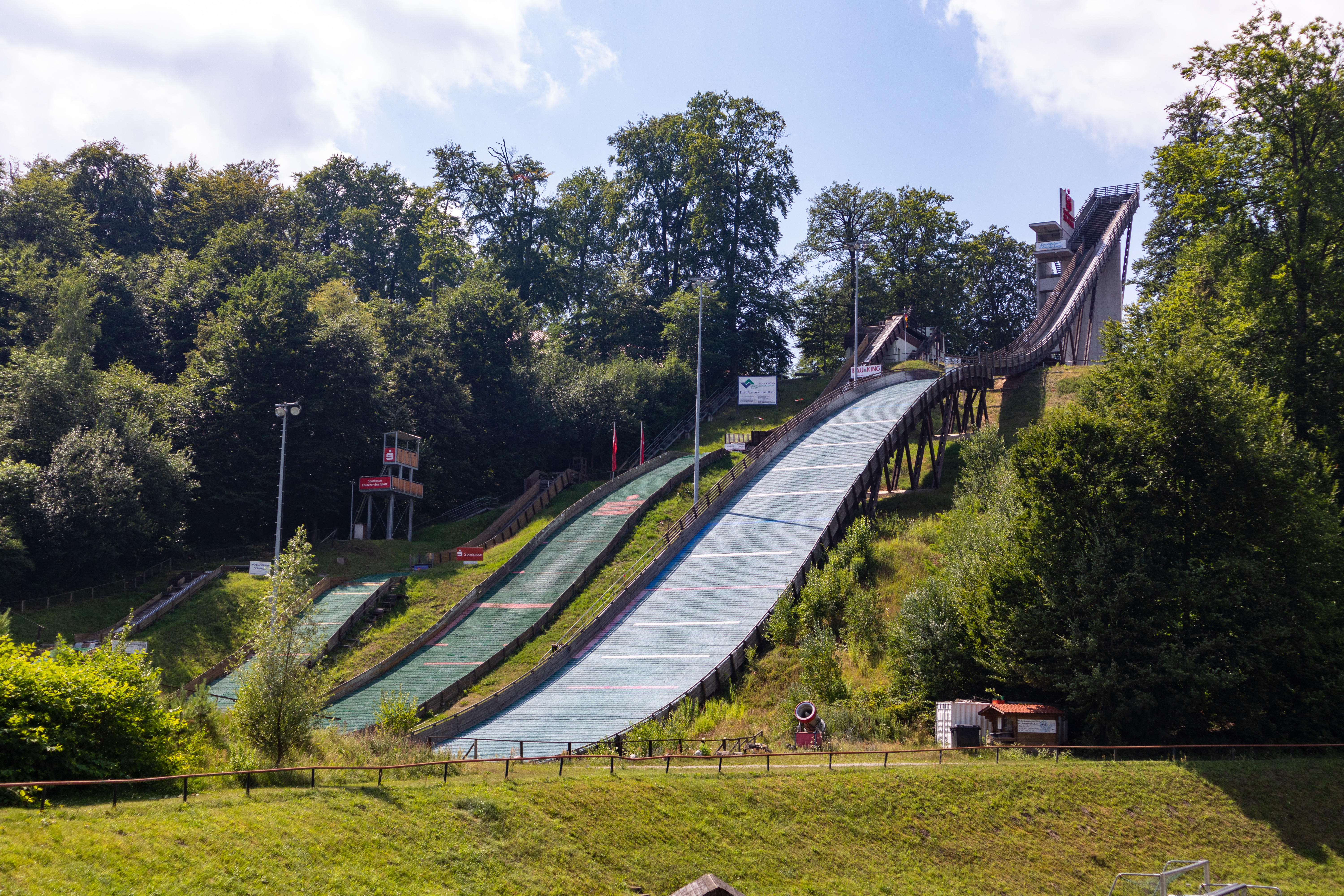
Skocznie narciarskie
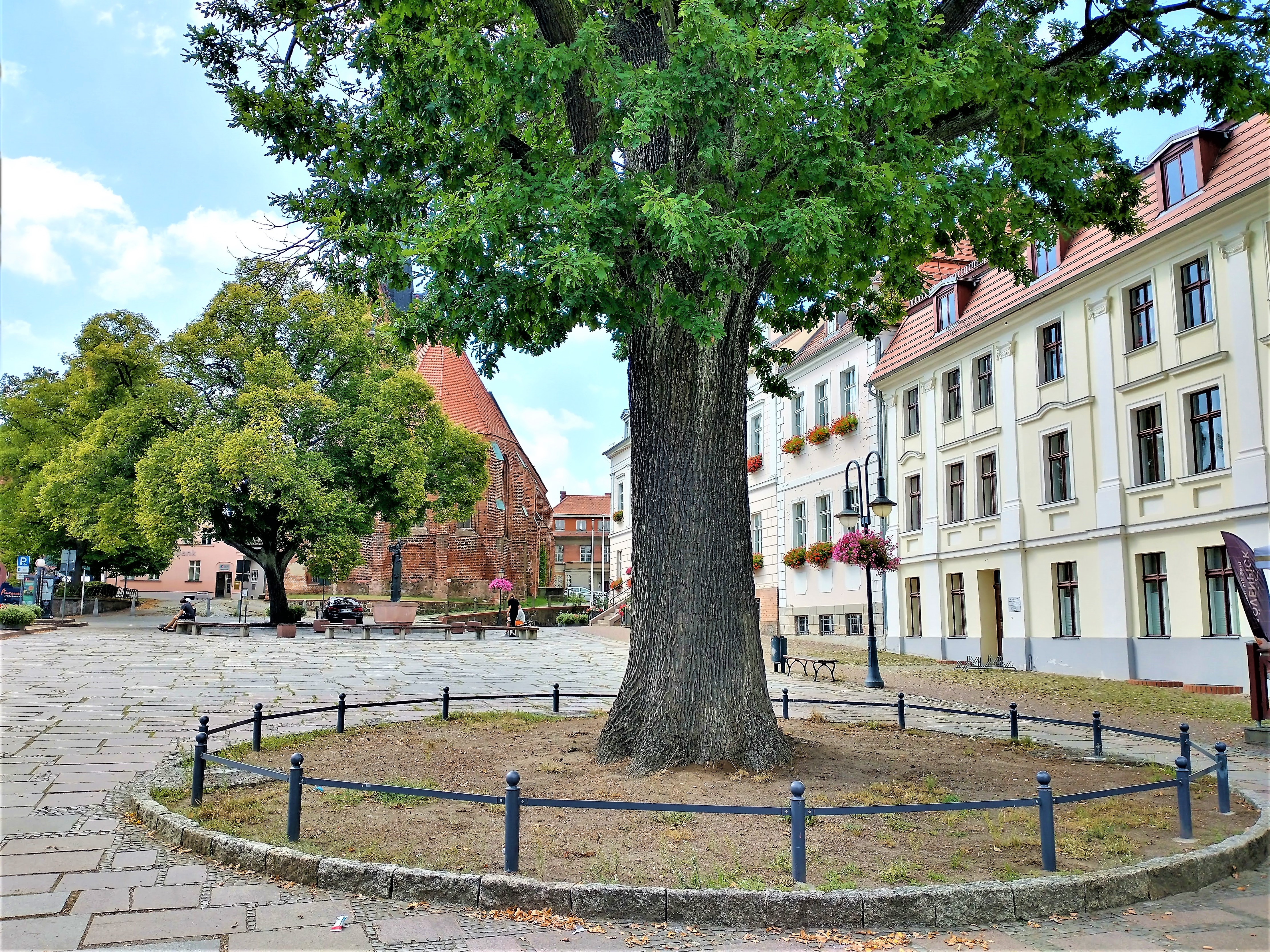
Rynek z kościołem
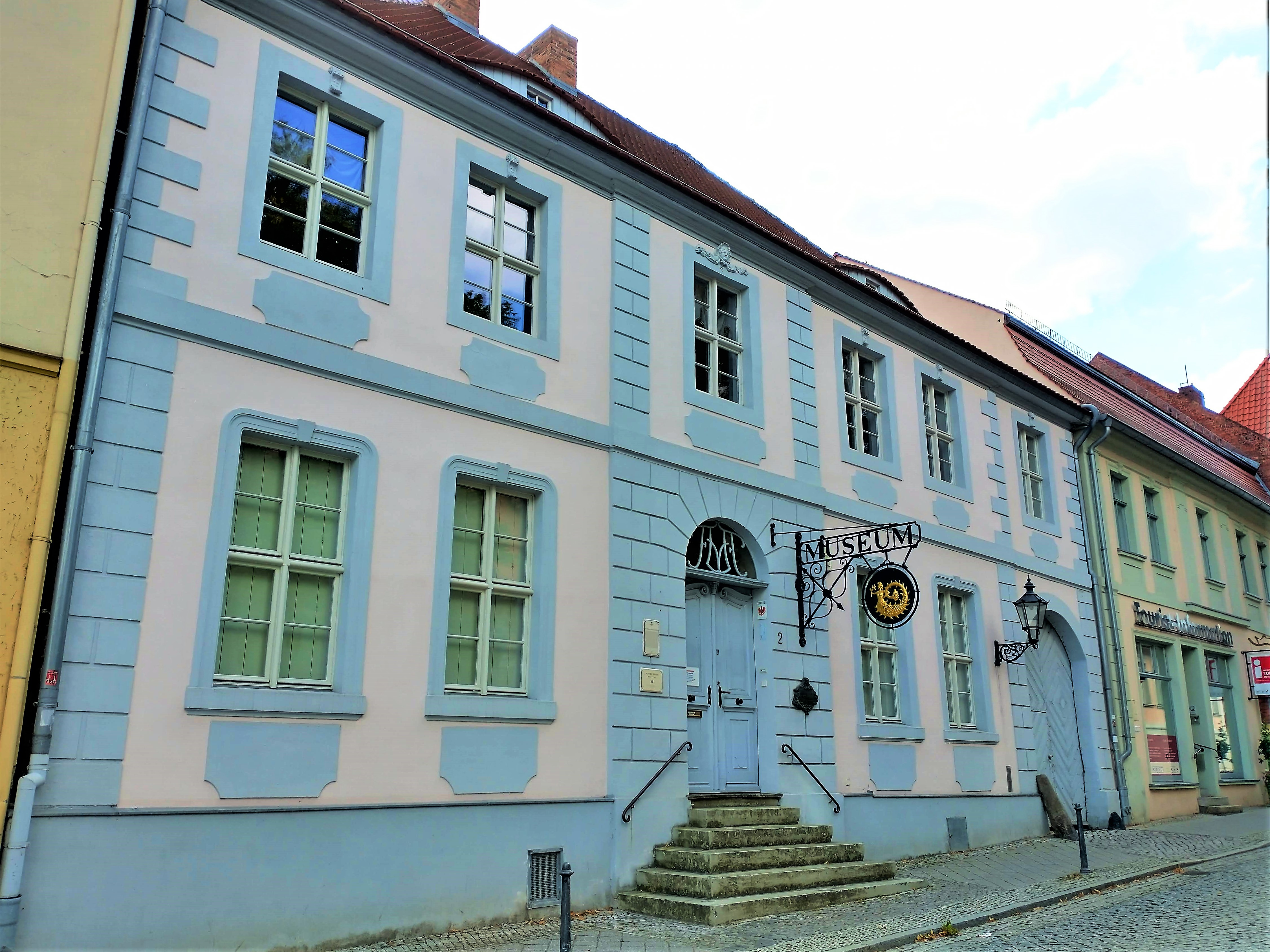
Oderlandmuseum